# Benton (Alabama)
Benton és una població dels Estats Units a l'estat d'Alabama. Segons el cens del 2000 tenia 47 habitants.

## Demografia
Segons el cens del 2000, Benton tenia 47 habitants, 18 habitatges, i 14 famílies. La densitat de població era de 58,5 habitants/km².
Dels 18 habitatges en un 38,9% hi vivien nens de menys de 18 anys, en un 72,2% hi vivien parelles casades, en un 5,6% dones solteres, i en un 16,7% no eren unitats familiars. En el 16,7% dels habitatges hi vivien persones soles el 16,7% de les quals corresponia a persones de 65 anys o més que vivien soles. El nombre mitjà de persones vivint en cada habitatge era de 2,61 i el nombre mitjà de persones que vivien en cada família era de 2,87.
Per edats la població es repartia de la següent manera: un 29,8% tenia menys de 18 anys, un 0% entre 18 i 24, un 34% entre 25 i 44, un 19,1% de 45 a 60 i un 17% 65 anys o més.
L'edat mediana era de 41 anys. Per cada 100 dones hi havia 123,8 homes. Per cada 100 dones de 18 o més anys hi havia 135,7 homes.
La renda mediana per habitatge era de 90.000 $ i la renda mediana per família de 92.113 $. Els homes tenien una renda mediana de 41.250 $ mentre que les dones 26.875 $. La renda per capita de la població era de 28.035 $. Aproximadament el 7,7% de les famílies i el 7,5% de la població estaven per davall del llindar de pobresa.

## Poblacions properes
El següent diagrama mostra les poblacions més properes.